# Smukała Dolna
Smukała Dolna – dawny przystanek kolei wąskotorowej w Bydgoszczy, wchodzący w skład infrastruktury Bydgoskich Kolei Powiatowych. Była to pierwsza stacja po rozgałęzieniu się linii w Smukale Górnej w kierunku wschodnim. Zlikwidowana w roku 1970.